# ماريا لوبيز (لاعبة هوكي الحقل)
ماريا لوبيز (بالإسبانية: María López)‏ هي لاعب هوكي الحقل إسبانية، ولدت في 12 يوليو 1984 في غوتكسو في إسبانيا.

## وصلات خارجية
- ماريا لوبيز على موقع الاتحاد الدولي للهوكي (الإنجليزية)
- ماريا لوبيز على موقع أوليمبيديا (الإنجليزية)